# Cephalodromia nitens
Cephalodromia nitens is een vliegensoort uit de familie van de Mythicomyiidae. De wetenschappelijke naam van de soort is voor het eerst geldig gepubliceerd in 1846 door Loew, oorspronkelijk geplaatst in het geslacht Cyrtosia.